# وحشی (فیلم ۲۰۱۸)
وحشی (به انگلیسی: Wildling) یک فیلم فانتزی و ترسناک آمریکایی محصول سال ۲۰۱۸ به کارگردانی فریتز بوهم در اولین کارگردانی‌اش با بازی لیو تایلر، بل پاولی، براد دوریف، کولین کلی-سوردلت، مایک فیست و جیمز لوگرو است. این فیلم دربارهٔ یک دختر نوجوان است که راز تاریکی را در پشت دوران کودکی آسیب زا کشف می‌کند.
این فیلم در ۱۰ مارس ۲۰۱۸ در جنوب از جنوب غربی نمایش داده شد، و در ۱۳ آوریل ۲۰۱۸ در ایالات متحده در سینماهای منتخب و به صورت ویدیویی به نمایش درآمد. این فیلم نقدهای مثبتی دریافت کرد و بازی پاولی تحسین منتقدان را برانگیخت.